# 안가라강
안가라강(러시아어: Ангара́)은 시베리아 남동부를 흐르는 강으로, 전체 길이 1779 km의 강이다. 예니세이강의 지류로 바이칼호에서 흐르기 시작하는 유일한 강이다.
안가라강은 바이칼호의 남서단, 이르쿠츠크주의 리스트랸카 근처에서 흐르기 시작해, 북쪽으로는 이르쿠츠크, 안가르스크, 브라츠크, 우스티일림스크를 통과해서 일림강과 합류한 뒤 서쪽으로 흐름을 바꾸어서, 크라스노야르스크 지방의 스트렐카 근처에서 예니세이강에 합류한다.
이르쿠츠크, 브라츠크 사이에는 항행이 가능하다. 브라츠크보다 하류는 여울이 많다. 브라츠크에는 큰 댐과 세계 최대의 수력 발전소(4,500 MW)가 있다. 또, 이르쿠츠크에도 수력 발전소(660 MW)가 있다.